# Кукушкин, Николай Тимофеевич
Николай Тимофеевич Кукушкин (1935, село Оськино — 2015, в Похвистневе) — советский хозяйственный, государственный и политический деятель. Член КПСС.
Избирался народным депутатом СССР.
Почётный гражданин Самарской области.
С 1955 года на хозяйственной, общественной и политической работе: старший зоотехник областной племенной станции, главный зоотехник совхоза «Мирный», старший зоотехник отдела животноводства областного управления сельского хозяйства, главный зоотехник совхоза «Пионер», председатель правления ЗАО «Северный Ключ».
Награжден советскими ореднами.